# 원북초등학교 방갈분교
원북초등학교 방갈분교는 대한민국 충청남도 태안군에 있었던 공립 초등학교이다.

## 학교 연혁
- 1947년 9월 1일: 개교
- 2021년 2월 28일: 폐교

## 참고 자료
- 원북초등학교방갈분교장 - 한국교육학술정보원 학교알리미